# Wardell Jackson
Wardell Jackson (Yazoo City, 18 luglio 1951) è un ex cestista statunitense, professionista nella NBA.

## Carriera
Venne selezionato dai Seattle SuperSonics al sesto giro del Draft NBA 1974 (98ª scelta assoluta).